# Timo Wollmershäuser
Timo Wollmershäuser (* 28. April 1972 in Rothenburg ob der Tauber) ist als Wissenschaftler am ifo Institut für Wirtschaftsforschung tätig und seit Frühjahr 2014 Leiter der Konjunkturanalysen und -prognosen. Er ist stellvertretender Leiter des ifo Zentrums für Makroökonomik und Befragungen.

## Biografie

### Ausbildung
Nach dem Abitur im Juli 1991 am Reichsstadtgymnasium Rothenburg ob der Tauber studierte er Volkswirtschaftslehre. Im Jahr 2004 promovierte er an der Universität Würzburg.

### Schwerpunkt
Seine Forschungsschwerpunkte sind monetäre Makroökonomie und angewandte Konjunkturanalyse. Wollmershäuser ist Autor zahlreicher wissenschaftlicher Artikel zu Themen wie Bankenverhalten, Zinsübertragung und Wechselkursstrategien. Darüber hinaus veröffentlicht er regelmäßig Prognosen zur wirtschaftlichen Lage in Deutschland und Europa und untersucht wirtschaftliche Entwicklungen wie die Auswirkungen der Finanzkrise, der COVID-19-Pandemie und der Energiekrise.

## Veröffentlichungen (Auswahl)
- Timo Wollmershäuser, Peter Bofinger: Is there a third way to EMU for the EU accession countries? 2001. Economic Systems 25, 253–274
- Peter Bofinger, Timo Wollmershäuser: Managed Floating as a Monetary Policy Strategy. 2003. Economics of Planning 36 (2), 81–105
- Timo Wollmershäuser: Should Central Banks React to Exchange Rate Movements? An Analysis of the Robustness of Simple Policy Rules under Exchange Rate Uncertainty. 2006. Journal of Macroeconomics 28 (3), 493–519
- Oliver Hülsewig, Eric Mayer, Timo Wollmershäuser: Bank Loan Supply and Monetary Policy Transmission in Germany: An Assessment Based on Matching Impulse Responses. 2006. Journal of Banking and Finance 30 (10), 2893–2910
- Steffen Henzel, Oliver Hülsewig, Eric Mayer, Timo Wollmershäuser: The price puzzle revisited: Can the cost channel explain a rise in inflation after a monetary policy shock? 2009. Journal of Macroeconomics 31 (2), 268–289
- Nikolay Hristov, Oliver Hülsewig, Timo Wollmershäuser: Loan Supply Shocks During the Financial Crisis: Evidence for the Euro Area. 2012. Journal of International Money and Finance 31 (3), 569–592
- Hans-Werner Sinn, Timo Wollmershäuser: Target Loans, Current Account Balances and Capital Flows:The ECB's Rescue Facility. 2012. International Tax and Public Finance 19 (4), 468–508
- Nikolay Hristov, Oliver Hülsewig, Timo Wollmershäuser: The Interest Rate Pass–Through in the Euro Area During the Global Financial Crisis. 2014. Journal of Banking & Finance 48, 104–119
- Nikolay Hristov, Oliver Hülsewig, Timo Wollmershäuser: Capital flows in the euro area and TARGET2 balances. 2020. Journal of Banking & Finance 113, 105734
- Robert Lehmann, Timo Wollmershäuser: The Macroeconomic Projections of the German Government: A Comparison to an Independent Forecasting Institution. 2020. German Economic Review 21 (2), 235–270.
- Kerstin Bruckmeier, Andreas Peichl, Martin Popp, Jürgen Wiemers, Timo Wollmershäuser: Distributional Effects of Macroeconomic Shocks in Real-Time: A Novel Method Applied to the Covid-19 Crisis in Germany. 2021. The Journal of Economic Inequality 19 (3), 459–487
- Florian Dorn, Sahamoddin Khailaie, Marc Stoeckli, Sebastian C. Binder, Tanmay Mitra, Berit Lange, Stefan Lautenbacher, Andreas Peichl, Patrizio Vanella, Timo Wollmershäuser, Clemens Fuest, Michael Meyer-Hermann: The Common Interests of Health Protection and the Economy: Evidence From Scenario Calculations of COVID-19 Containment Policies. 2023. The European Journal of Health Economics 24, 67–74
- Ani Movsisyan, Flora Wendel, Alison Bethel, Michaela Coenen, Joanna Krajewska, Hannah Littlecott, Heidi Stöckl, Stephan Voss, Timo Wollmershäuser, Eva Rehfuess: Inflation and health: a global scoping review. 2024. The Lancet Global Health 12 (6), 1038–1048, Link.